# Commanderie du Mont-de-Soissons
La commanderie est une commanderie située à Serches, en France.

## Description

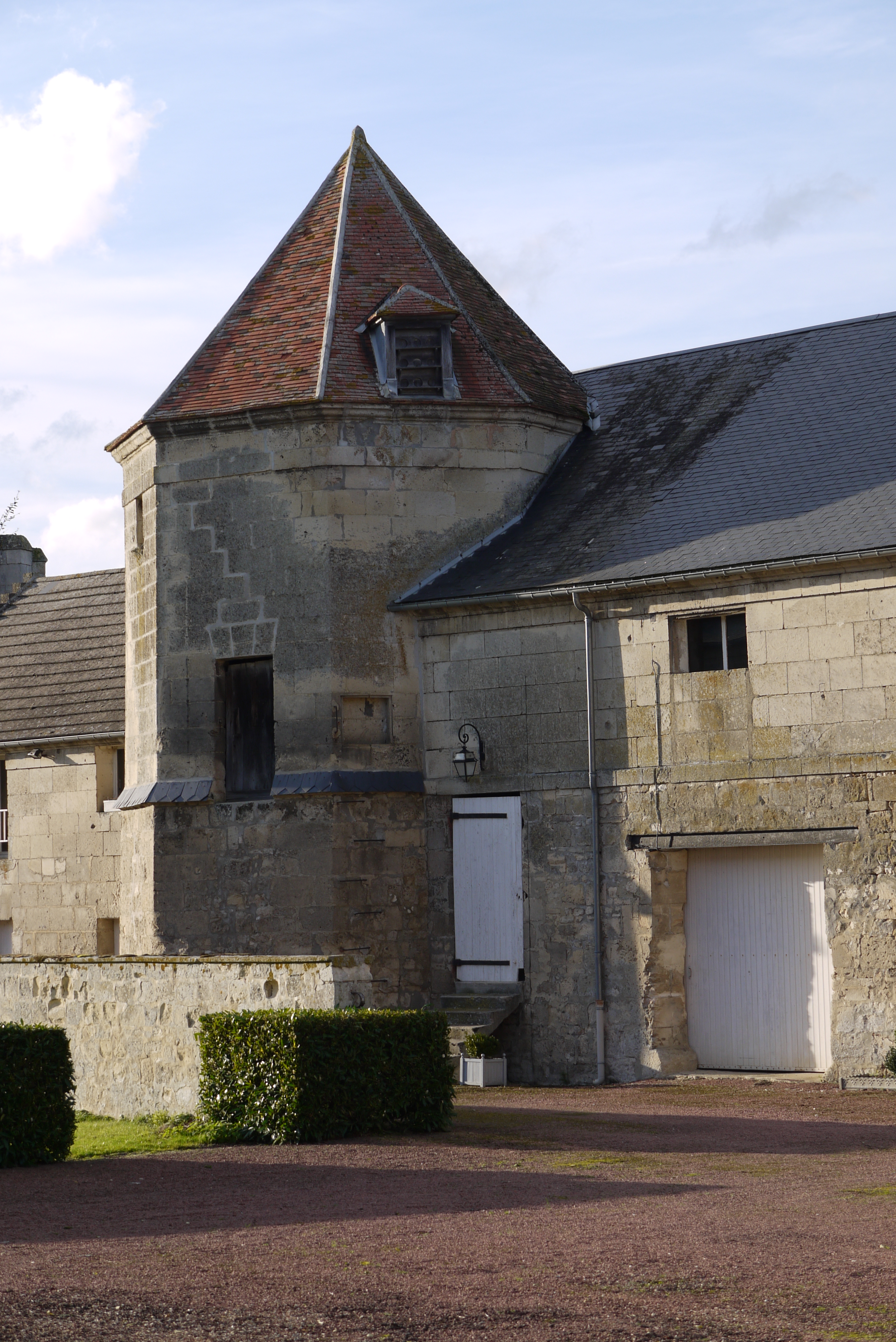

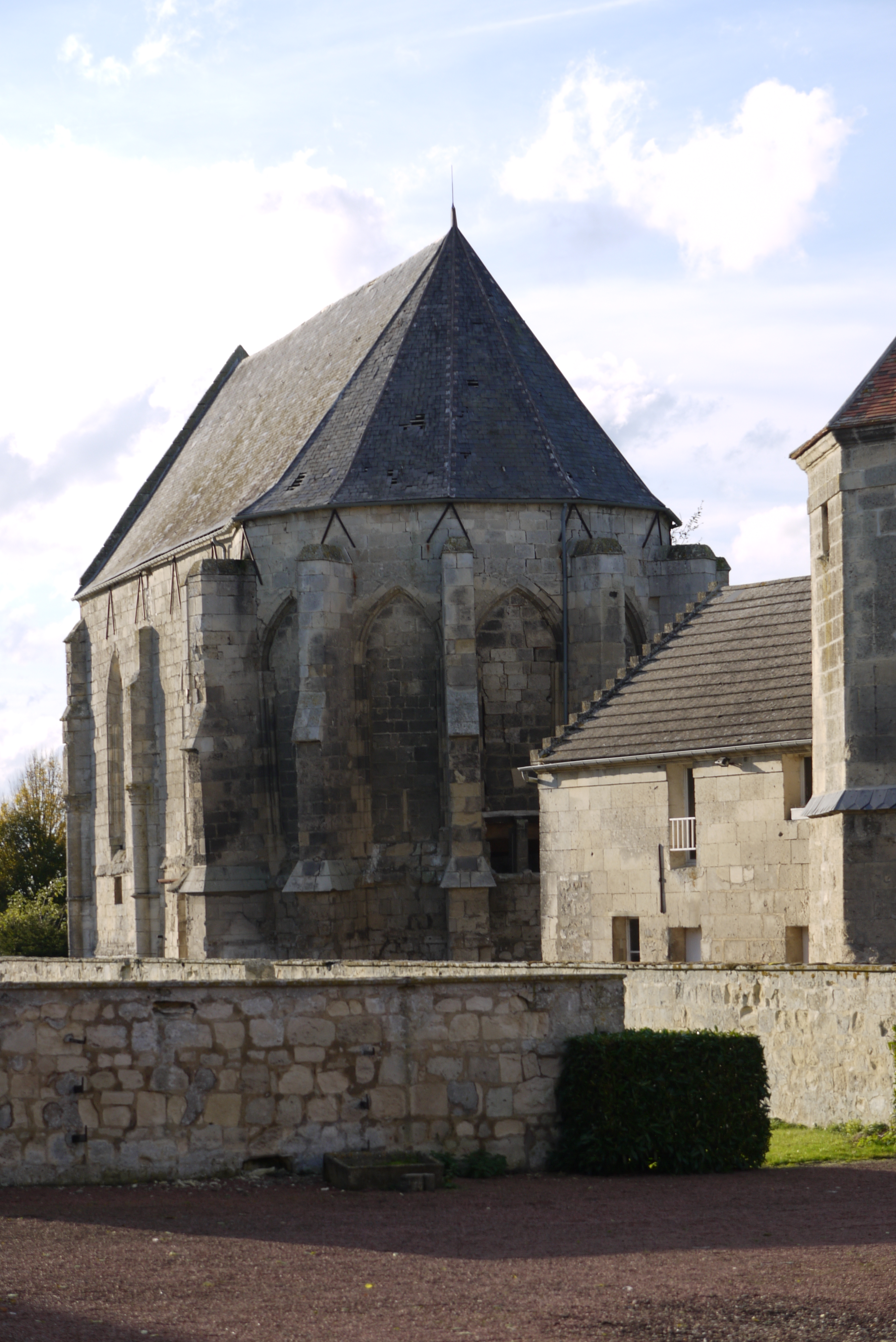

## Localisation
La commanderie est située sur la commune de Serches, dans le département de l'Aisne.

## Historique
Le monument est inscrit au titre des monuments historiques en 1927. 
On connait grâce aux pièces du procès de l'ordre du Temple le nom de quelques frères reçus dans l'ordre en ce lieu. Notamment les frères Gautier de Bailleul et Egidius d'Espernaut, le dernier précepteur de la commanderie d'Ambrief. Tous deux reçus par le précepteur de la baillie de la Brie, Arnoul de Wesemale entre 1283 et 1286.
Elle comprenait en premier les biens donnés en 1133 par Gauthier, évêque de Soissons, augmentés par Ansculfe en 1157. Puis en 1158 par Agnès et son époux Robert comte de Braine, tout de qu'ils possédaient à Vauberelain. La Commanderie de Passy-Grigny était rattachée à celle de Mont-de-Soissons. 
Après le procès de l'Ordre du Temple, les Hospitaliers reprennent ces biens qu'ils rattachent à ceux qu'ils avaient déjà à Maupas.

### Commandeurs templiers
| Commandeur de Mont-de-Soissons                                                                                | Période |
| --- | ------- |
| Robert | 1230    |
| Jehan de Gillaucourt                                                                                          | 1309    |
| Jehan de Hesdin                                                                                               | 1359    |
| Guillaume de Chaconin                                                                                         | 1370    |
| Aubert de Vauvillers                                                                                          | 1376    |
| Aimé de Montagny                                                                                              | 1392    |
| Cette section est vide, insuffisamment détaillée ou incomplète. Votre aide est la bienvenue ! Comment faire ? |         |
| Gabriel de Cassagniet                                                                                         | 1696    |
| Bernanrd d'Avrus de la Chastellerie                                                                           | 1721\|  |
| Eustache de Bernard d'Avesnes                                                                                 | 1727    |
| Christophe-François de Thumery                                                                                | 1747    |
| Pierre de Polastron                                                                                           | 1755    |
| Louis-Jacques de Lacour                                                                                       | 1757    |
| Jean du Merle de Blancbuisson                                                                                 | 1768    |
| Joseph de Hennot de Théville                                                                                  | 1782    |
| Charles-François de Calonne d'Avesnes                                                                         | 1787    |

| Commandeur de Maupas    | Période |
| ----------------------- | ------- |
| Philippe Courtois       | 1319    |
| Jean de Brayetel        | 1355    |
| Regnault de la Fontaine | 1390    |
| Cyprien Coussé          | 1414    |
| Jehan Cacheleu          | 1416    |
| Jehan Boulant           | 1428    |
| Jehan Legrand           | 1457    |
| Guillaume Radoul        | 1462    |